# Église Saint-Jean-Baptiste de Martigny
L'église Saint-Jean-Baptiste de Martigny est une église située à Martigny (Aisne), en France.

## Localisation
L'église est située sur la commune de Martigny (Aisne), dans le département de l'Aisne.

## Historique
L'église Saint-Jean-Baptiste de Martigny a été construite au Moyen Âge, vraisemblablement aux XIIe et XIIIe siècles. 

Elle est essentiellement bâtie avec de la pierre calcaire. Propriété de la Commune, elle a fait l'objet d'une restauration intégrale dans les années 1990.

## Patrimoine
L'église abrite un mobilier remarquable :

- un ensemble de deux tableaux inventoriés pour son intérêt culturel, Le Lavement des pieds et La Cène,

- des autels secondaires,

- une chaire à prêcher datant de la fin du XVIIIe siècle et début du XIXe. 
Elle possède également des vitraux datés de la fin du XIXe siècle au début du XXe siècle représentant : 

- saint Paul,
 
- saint Pierre,
 
- saint Louis de Gonzague,
 
- la Sainte Famille,
 
- la décollation de Saint-Jean-Baptiste,
 
- Jésus et les Docteurs.

### Église Saint-Jean-Baptiste : extérieur

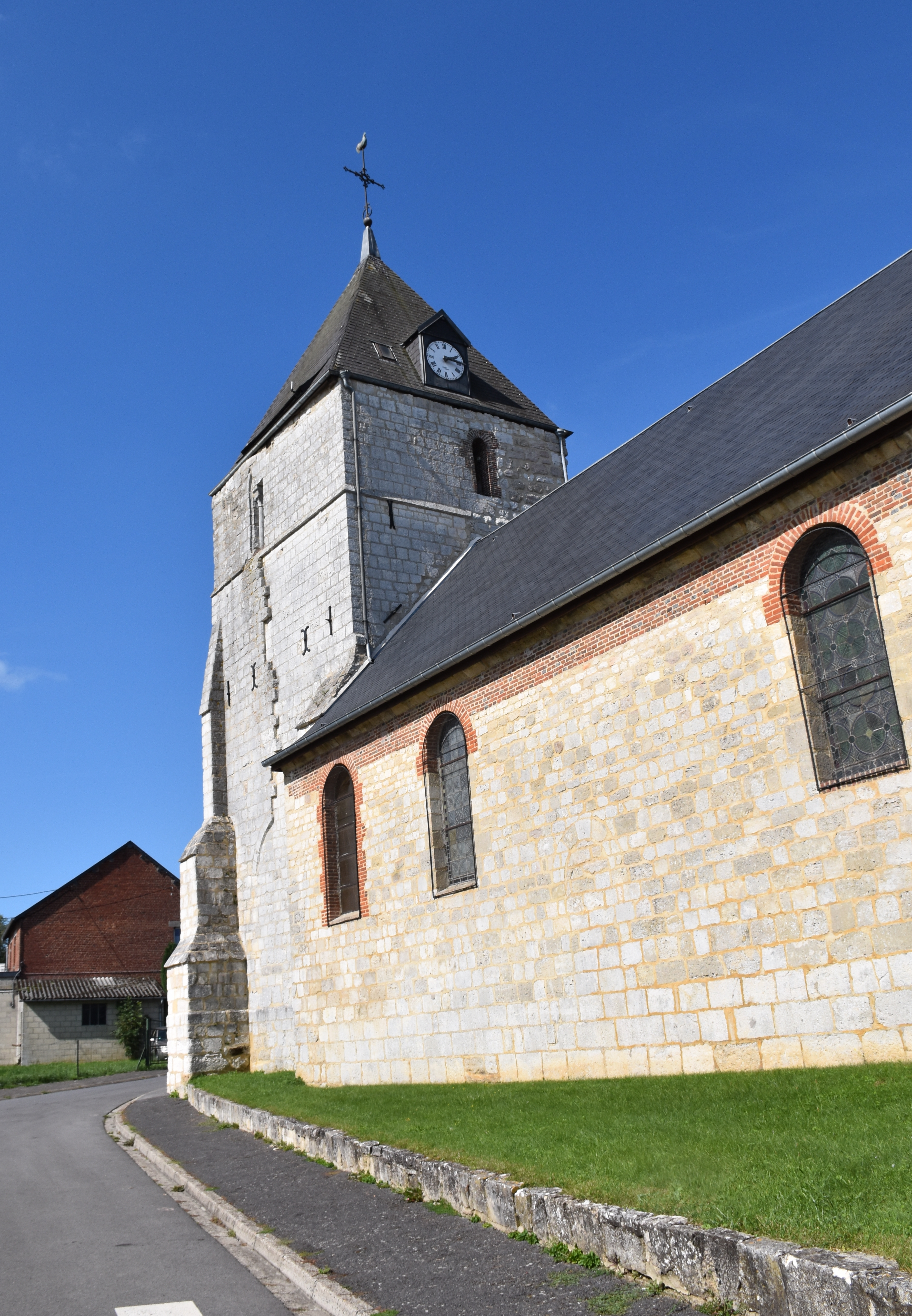
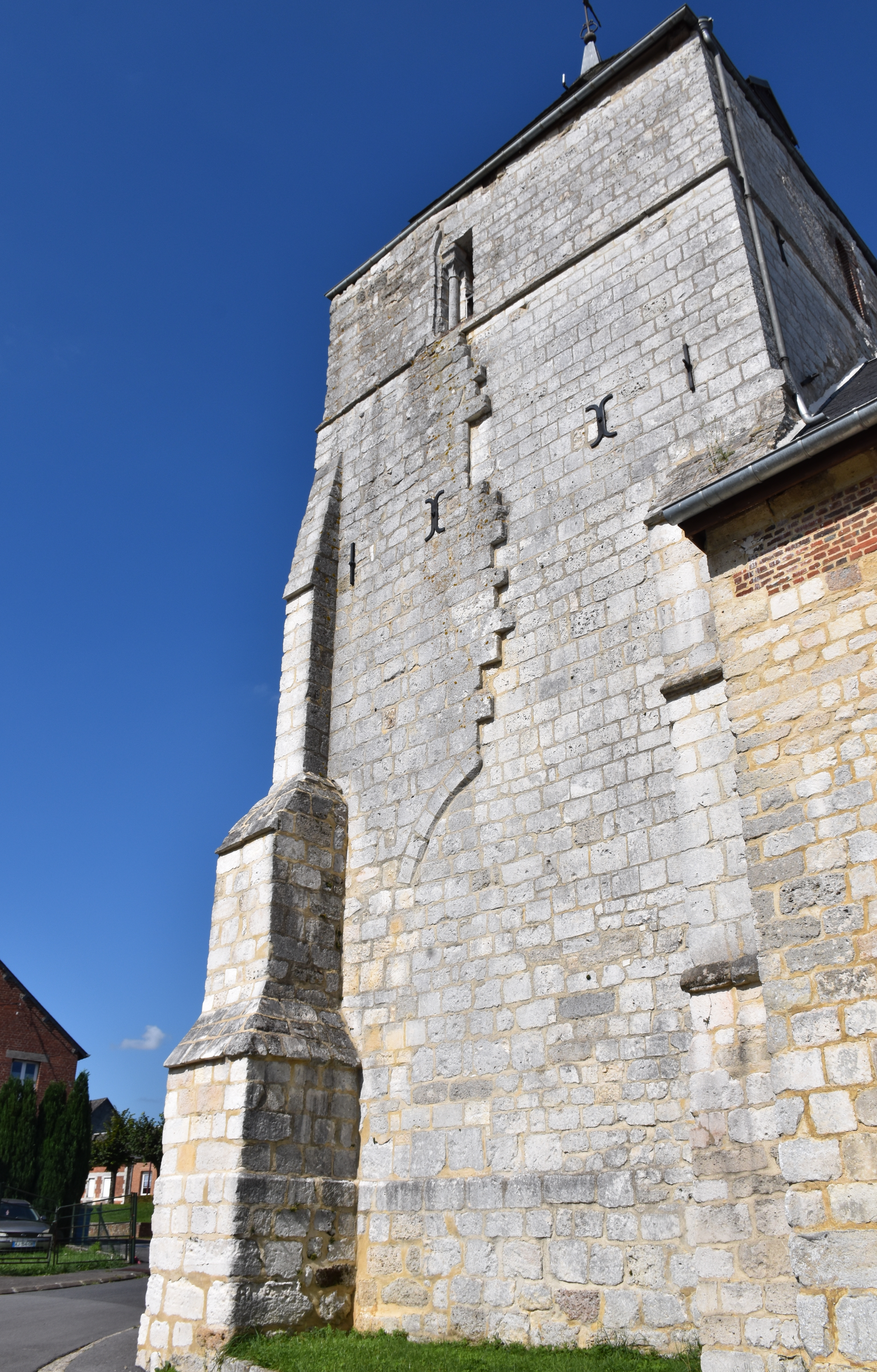
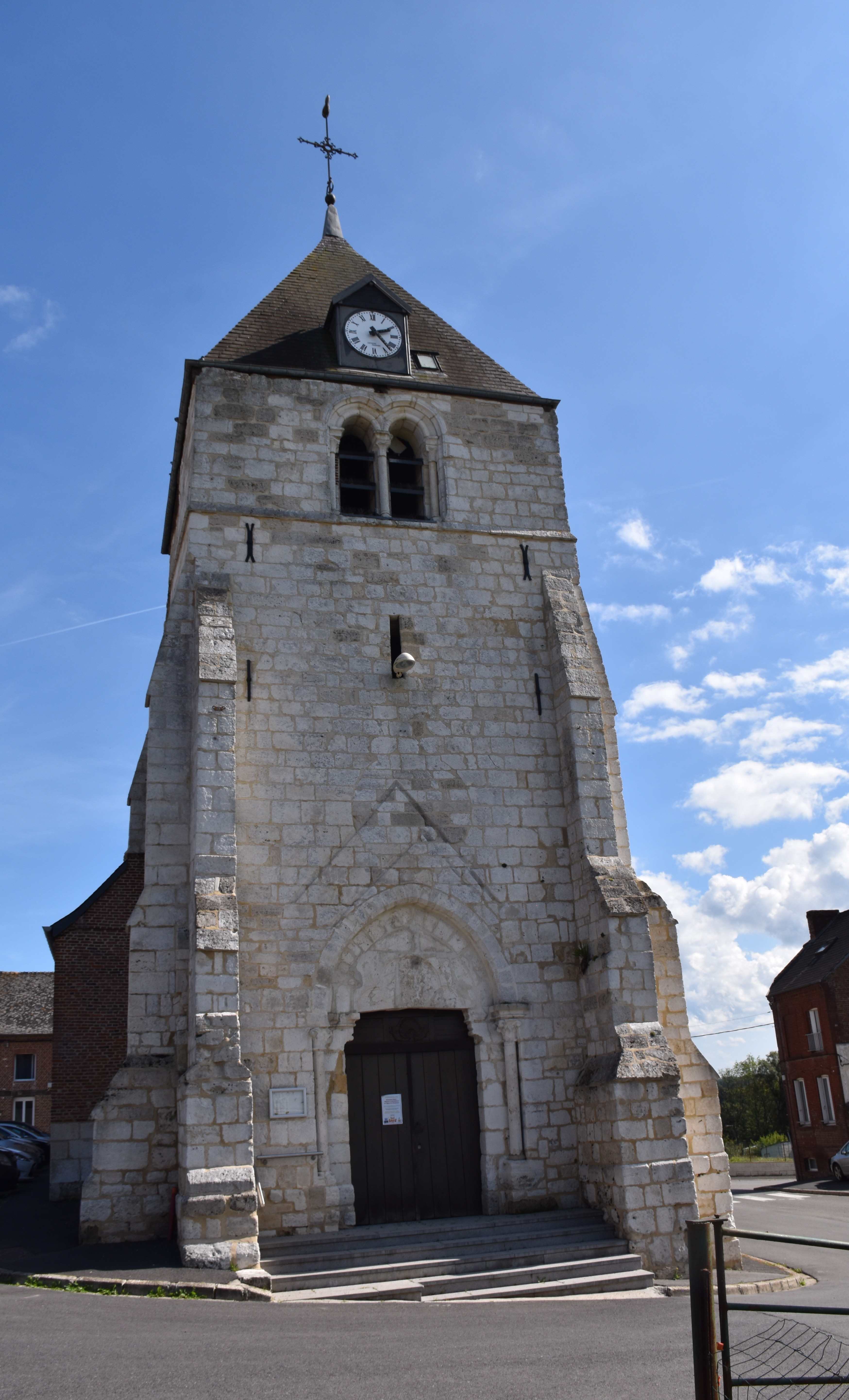
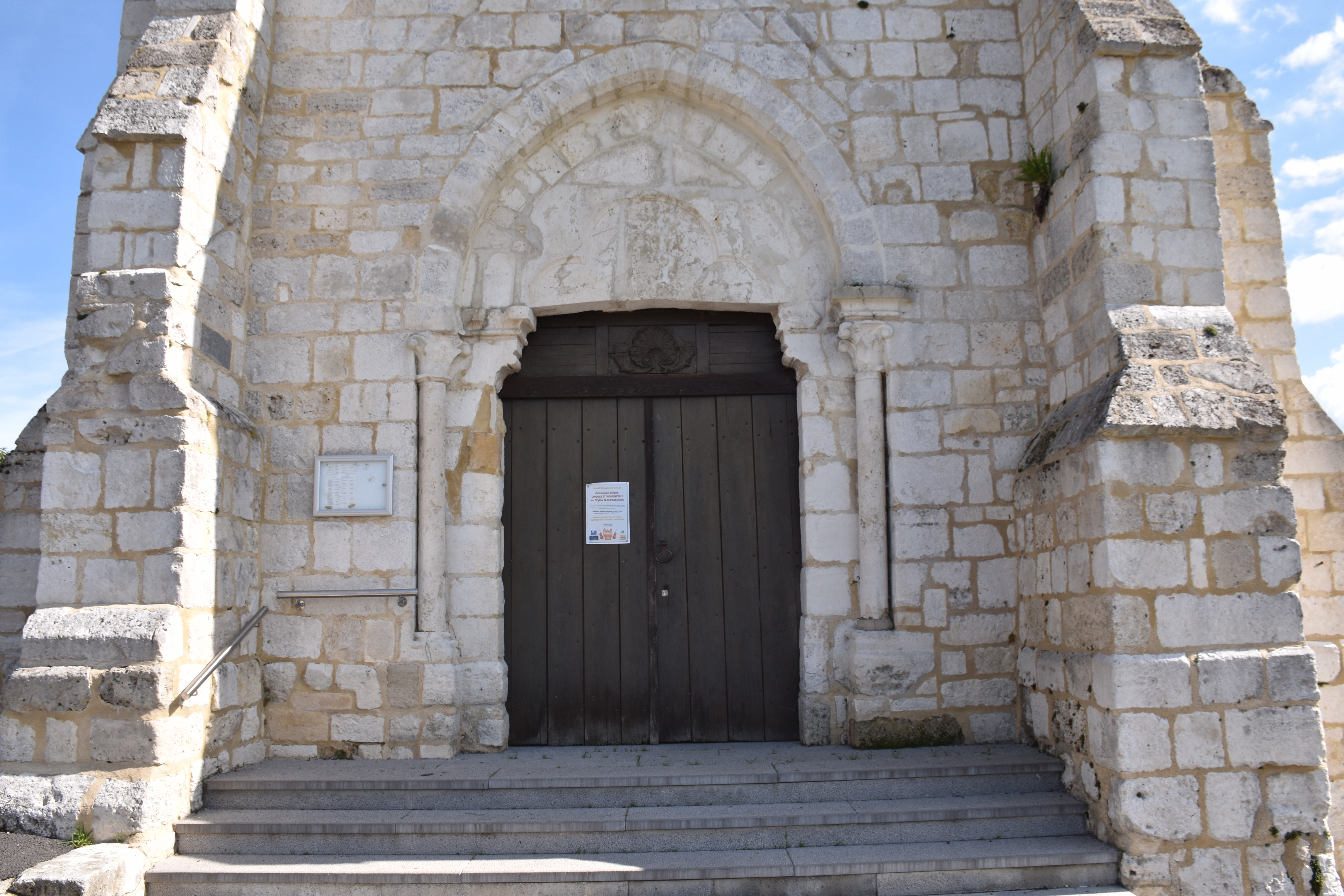
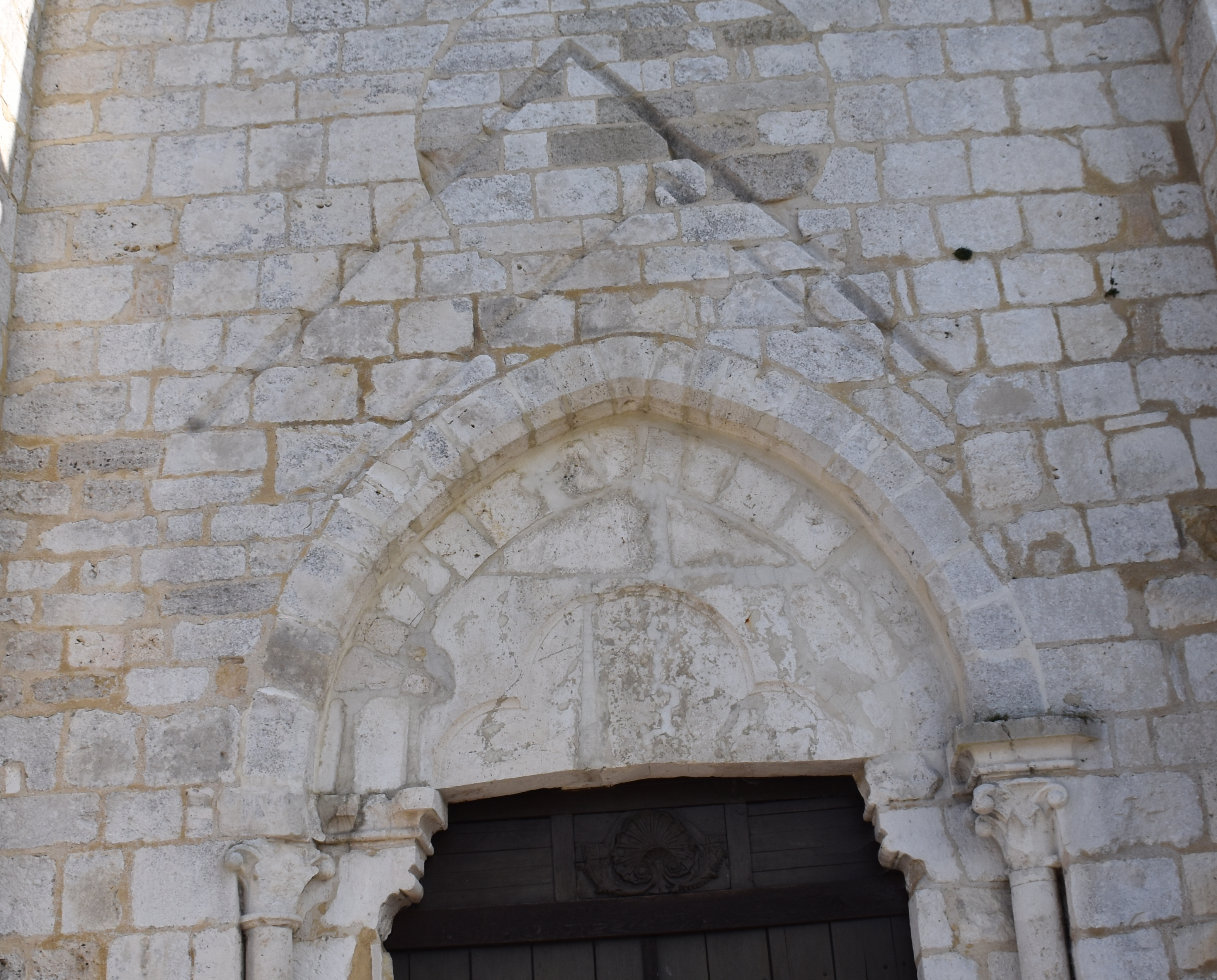

### Église Saint-Jean-Baptiste: intérieur

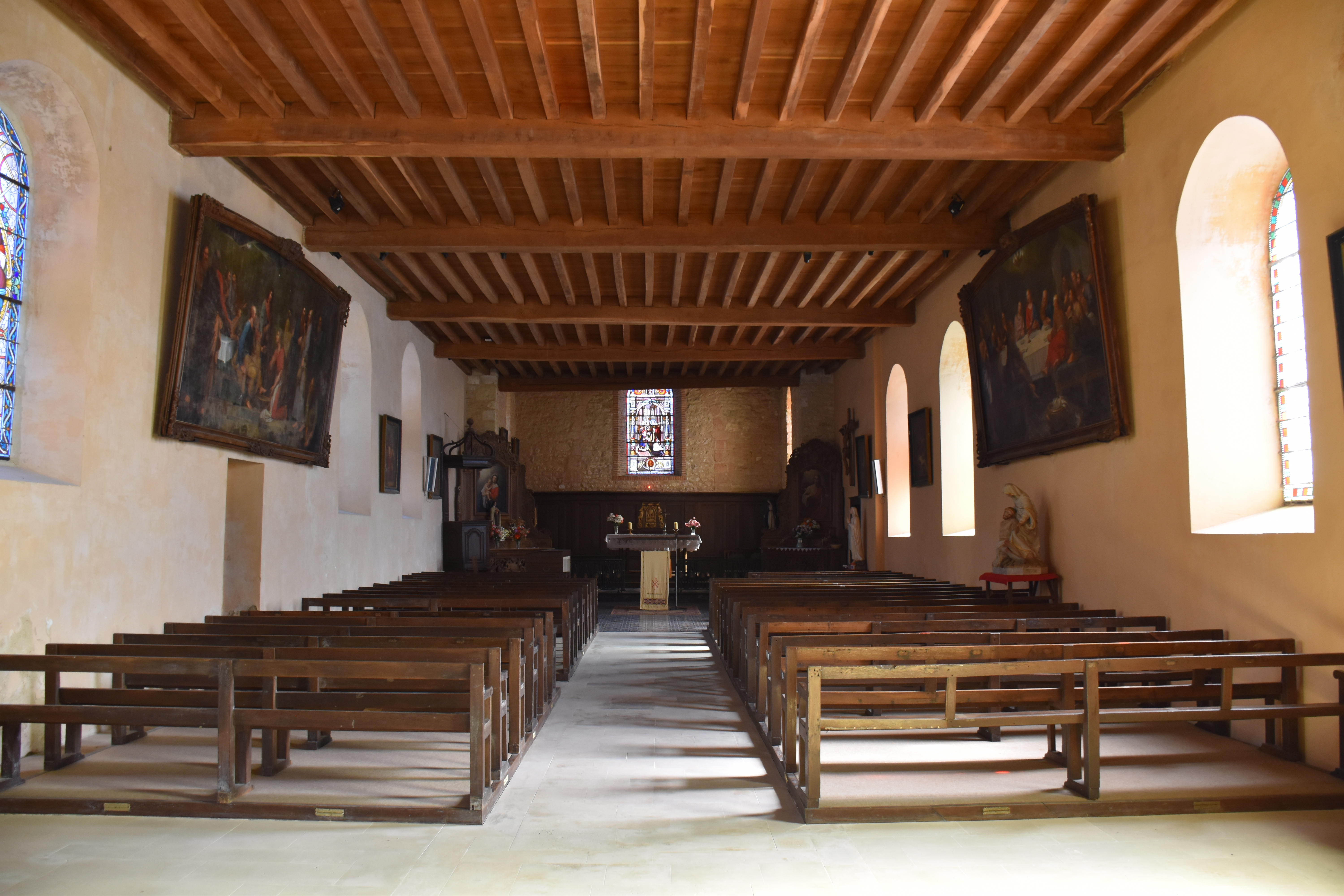
la nef.
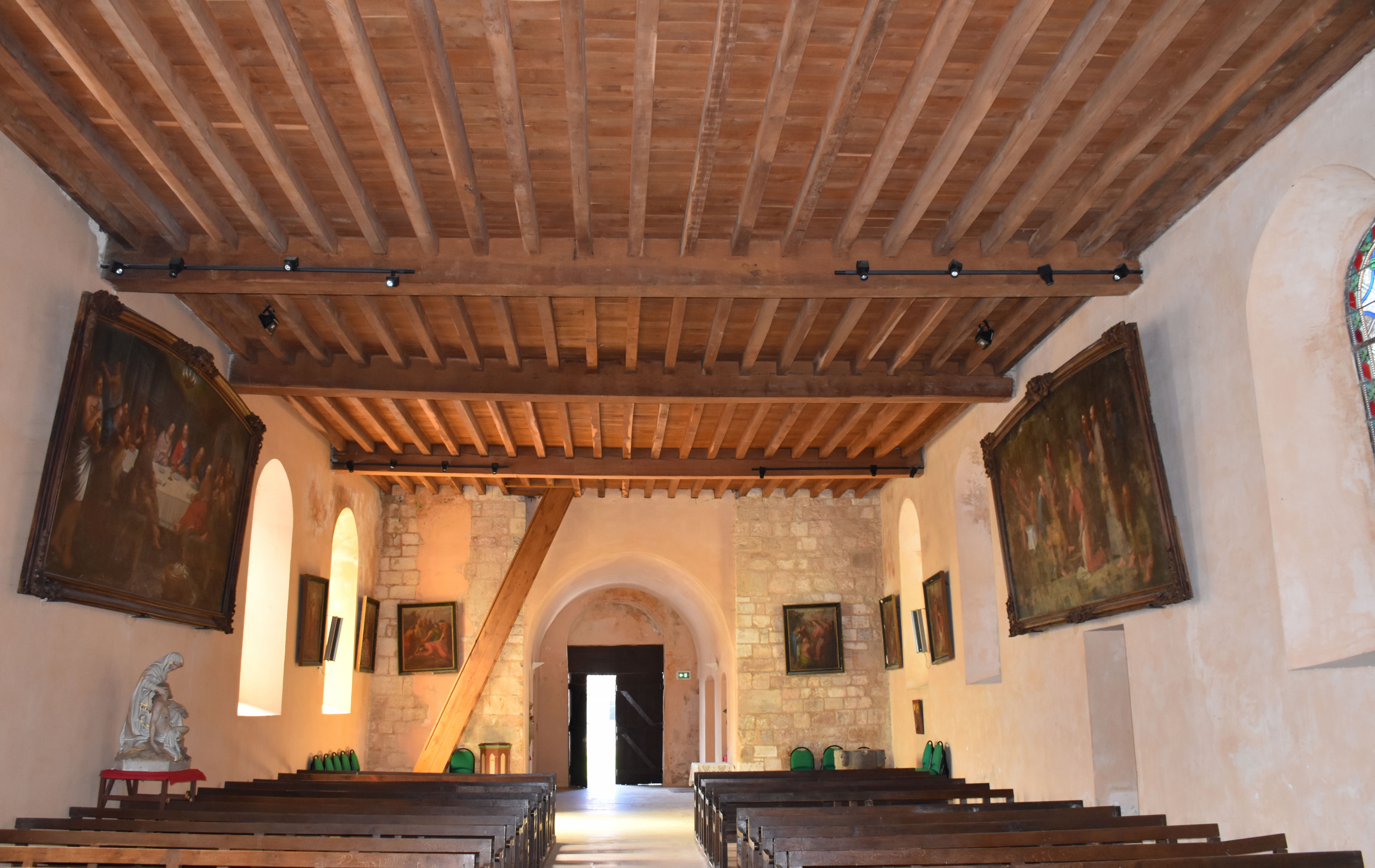
La nef côté porche.
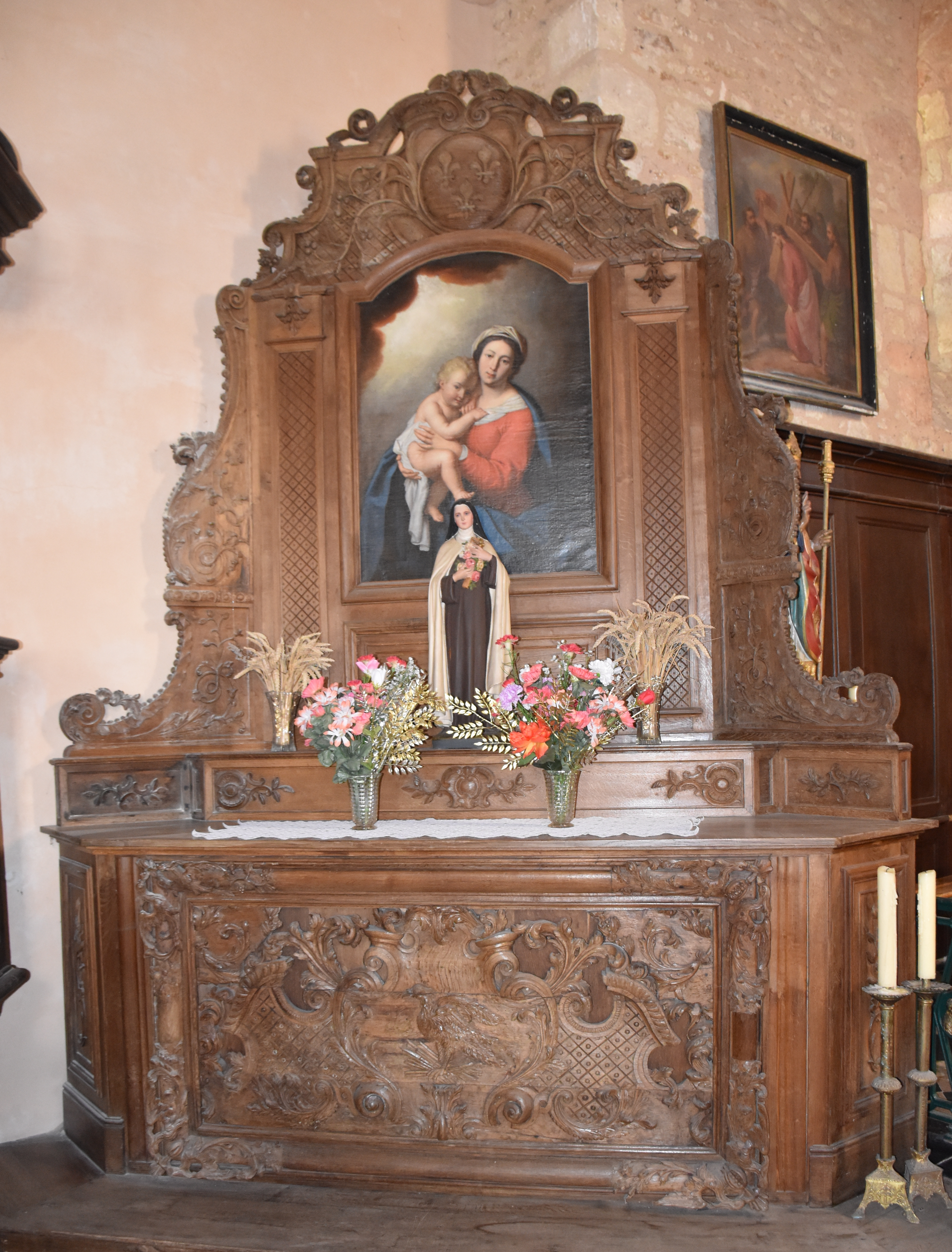
L'autel de la Vierge.
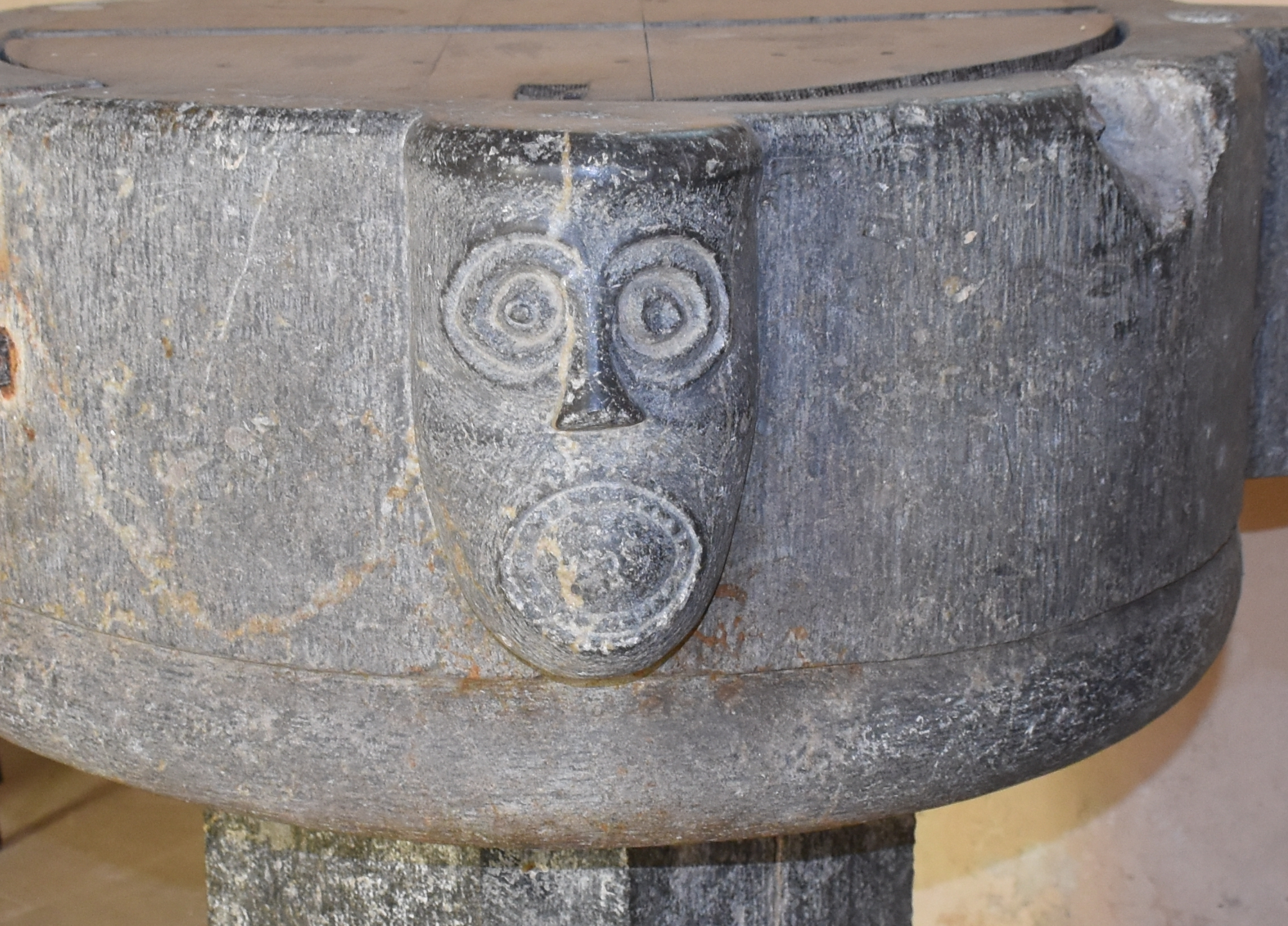
Détail de la cuve baptismale.
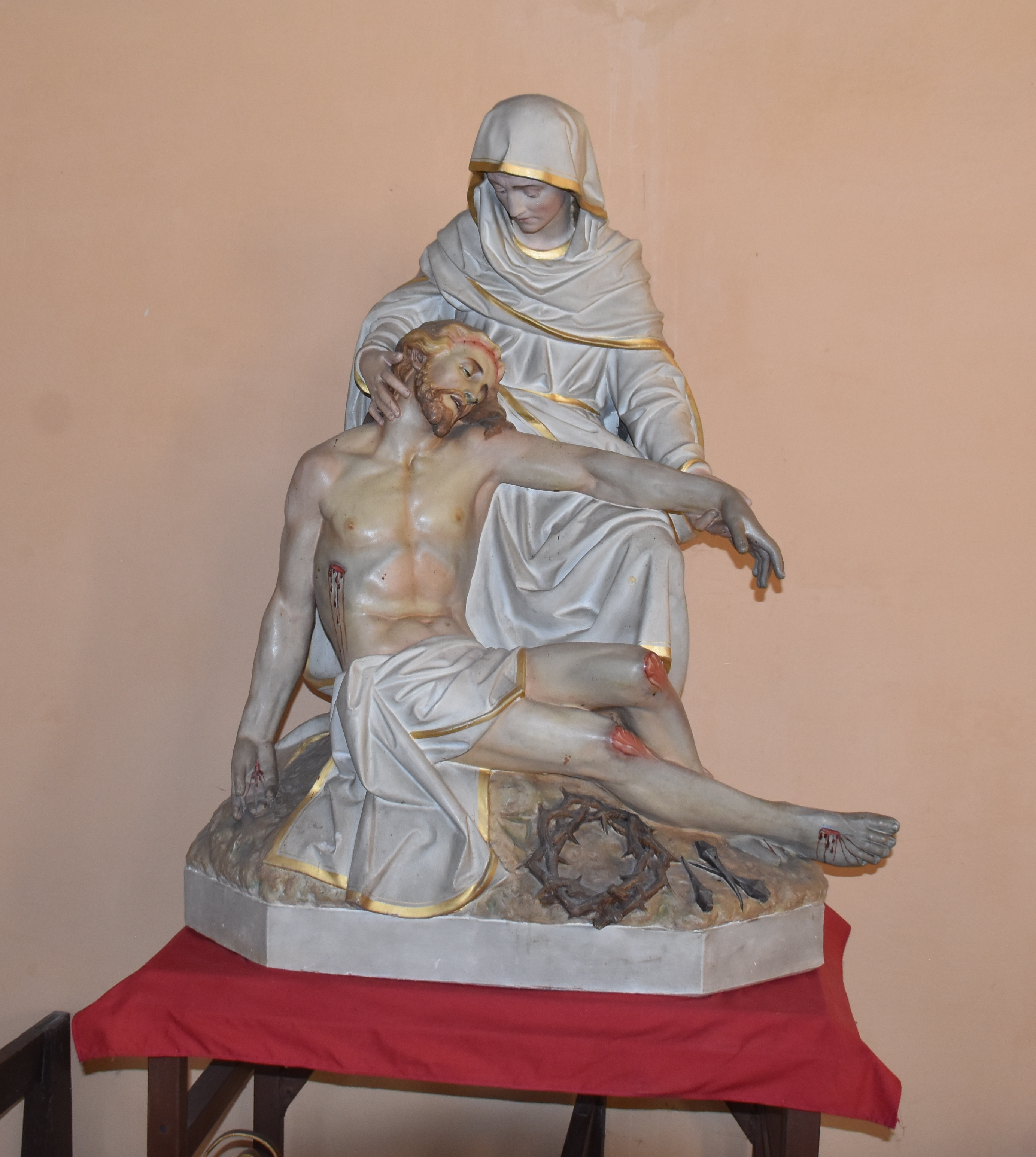
Pieta.